# Nuxt.js
Nuxt.js é um framework para aplicações web de código aberto baseado em Vue.js, Node.js, Webpack and Babel.js. O framework foi inspirado pelo Next.js, um framework com propósito similar porém baseado em React.

## Visão geral
O Nuxt.js é anunciado como um "Meta-framework para aplicações universais". O termo universal é usado aqui com o significado de que o objetivo do framework é permitir que os usuários criem visualizações da web em JavaScript utilizando o Vue.js componente de arquivo único e que pode funcionar tanto como visualizações aplicação de página única (SPA) no navegador, bem como visualizações da Web renderizadas pelo servidor que são (após a renderização do servidor) "reidratadas" para a funcionalidade completa do SPA.  Além disso, a estrutura permite que os usuários tenham o conteúdo, ou partes dele, totalmente pré-renderizado no servidor e servido na forma de geradores de sites estáticos.
Os benefícios desta abordagem são, entre outros, a redução do tempo de interatividade e a melhoria do SEO em relação aos SPAs, devido ao fato de que o conteúdo completo de cada página está sendo servido pelo servidor web antes de qualquer cliente- lado JavaScript é executado. Em outras palavras, pode-se manter os benefícios das páginas HTML tradicionais renderizadas no lado do servidor e a interatividade aprimorada e a interface de usuário avançada dos SPAs. O principal benefício do próprio framework Nuxt.js é que ele torna a configuração e a configuração de tais aplicativos simplificadas e perfeitas para o desenvolvedor do aplicativo, que pode simplesmente desenvolver partes da interface do usuário do aplicativo como se fosse um arquivo único Vue.js mais comum inscrição. NuxtJS versão 3.0 foi anunciado pelos desenvolvedores.